# Коробов Герман Олександрович
Герман Олександрович Коробов (1913—2006) — конструктор тульського Центрального конструкторсько-дослідного бюро спортивної та мисливської зброї (ЦКИБ СОО).

## Біографія
Народився 16 червня 1913 року на Уралі в родині поштового службовця.
Батьки віддали його до школи з педагогічним ухилом. Після закінчення дев'ятирічки Герман в 1930 році виїхав до уральський місто Бєлорєцьк. Тут йому вдалося влаштуватися учнем на сталедротово завод. Одночасно з цим поступив вчитися на другий курс вечірнього відділення робітфаку при Свердловськом інституті сталі.
У 1937 році після закінчення Уральського індустріального інституту ім. С. М. Кірова Коробов був призваний до лав Червоної Армії для проходження строкової служби в одній з авіаційних частин Забайкальського військового округу, що дислокувалася під Читою. Тут курсант Коробов готувався стати льотчиком-спостерігачем швидкісного бомбардувальника СБ.
У 1939 році був направлений на роботу в тульську ЦКБ-14 інженером-конструктором в одне з провідних конструкторських бюро, яке займалося створенням автоматичної стрілецької зброї, де працював до кінця свого життя.

## Розробки
Розробив безліч найрізноманітніших моделей автоматів, самозарядних гвинтівок, ручних кулеметів, мисливських рушниць і модифікації деяких видів зброї.
Серед них:
- ТКБ-022,
- ТКБ-059 — дослідний зразок трехствольное автомата залпового вогню,
- ТКБ-0111 — представлений на конкурс «Абакан»,
- ТКБ-408 — один з перших автоматів компонування «буллпап»,
- ТКБ-517,
- Пороховий запал на коктейль Молотова,
- компенсатор віддачі на авіаційну гармату ВЯ,
- Револьверний кулемет на основі кулемета ШКАС.

Однак, незважаючи на видатні характеристики, жодна модель зброї Германа Коробова так і не була прийнята на озброєння. Частина з них можна бачити в Музеї зброї в Тульському Кремлі

## Нагороди
- За заслуги у створенні зразків збройової техніки Г. А. Коробов був відзначений державною нагородою — орденом Трудового Червоного Прапора, нагороджений медаллю «За трудову доблесть».
- Удостоєний почесного звання «Заслужений машинобудівник РРФСР».